# Irena Majchrowicz
Irena Majchrowicz (ur. 20 października 1931 w Nowince, zm. 20 marca 2021) – polska entomolog i mykolog.

## Życiorys
Od 1951 studiowała w Wyższej Szkole Rolniczej w Olsztynie, gdzie w 1954 uzyskała stopień inżyniera. Naukę kontynuowała w Wyższej Szkole Rolniczej we Wrocławiu, w 1956 uzyskała tam stopień magistra inżyniera rolnictwa. Od 1 października 1956 została zatrudniona jako młodszy asystent, a następnie asystent w Katedrze Ochrony Roślin w Wyższej Szkole Rolniczej w Szczecinie. W 1963 przedstawiła i obroniła doktorat, w 1969 habilitowała się. W 1973 została kierownikiem Katedry Entomologii, w 1994 uzyskała tytuł profesora nadzwyczajnego, w 2002 przeszła na emeryturę.

## Praca naukowa
Prowadziła badania nad ekologią i biologią grzybów, szczególnie owadobójczych i glebowych, posiadających właściwości keratynolityczne. Irena Majchrowicz opisała występowanie mało znanych gatunków szkodników i patogenów roślin, które występują w północno-zachodniej Polsce. Jest współautorką opisu kilku gatunków grzybów nowych dla nauki, ponad 90 publikacji, w tym 48 oryginalnych prac naukowych. Najważniejsze prace Ireny Majchrowicz dotyczą mykoflory patogennej mszyc.

## Odznaczenia
- Krzyż Kawalerski Orderu Odrodzenia Polski;
- Złoty Krzyż Zasługi;
- Medal Komisji Edukacji Narodowej.